# Melanorosaurus
Melanorosaurus é um gênero de dinossauro herbívoro e quadrúpede que viveu no fim do período Triássico. Media em torno de 14 metros de comprimento e seu peso ainda não pode ser definido, mas estima-se algo próximo de 8 toneladas.
O Melanorosaurus viveu na África, e os primeiros fósseis foram encontrados em 1924 na África do Sul.
Dinossauro sauropodomorfo primitivo conhecidos também como prossaurópode, era ancestral dos gigantescos sauropodes que viriam aparecer no Jurássico, as vezes agiam como bípedes para poder alcançar folhagens mais altas, este era o maior de todos os dinossauros no Triássico.
O Melanorosaurus foi um dos maiores dinossauros do período Triássico, com cerca de 15 metros de comprimento e oito toneladas.
Os dinossauros (do grego "deinos" - terrível - e "saurus" - réptil -) constituem uma superordem de membros de um grupo de arcossauros referente ao final do período Triássico (há cerca de 225 milhões de anos) e dominante da fauna terrestre durante boa parte da era Mesozoica, do início do Jurássico até ao final do período Cretácico (cerca de 65 milhões de anos), quando da extinção de quase todas as linhagens, à exceção das aves – entendido por muitos cientistas como os únicos representantes atuais. Distinto de outros arcossauros por um conjunto de características anatômicas, entre as quais se destacam a posição dos membros em relação ao corpo – projetados diretamente para baixo – e o acetábulo (encaixe do fêmur na região da bacia) aberto, isto é, o fêmur encaixa-se em um orifício formado pelos ossos da bacia. A etimologia da palavra remete ao grego déinos - terrivelmente grande, saurós - lagarto, e, por extensão, réptil.